# Universitatea din Jena
Universitatea Friedrich Schiller din Jena (FSU; în germană Friedrich-Schiller-Universität Jena, formă prescurtată Uni Jena) este o universitate publică din orașul Jena, Turingia, Germania.
În anul 2014 universitatea avea în jur de 19.000 de studenți înscriși și 375 de profesori. Actualul său președinte, Walter Rosenthal, a fost ales în 2014 pentru un mandat de șase ani.

## Organizare

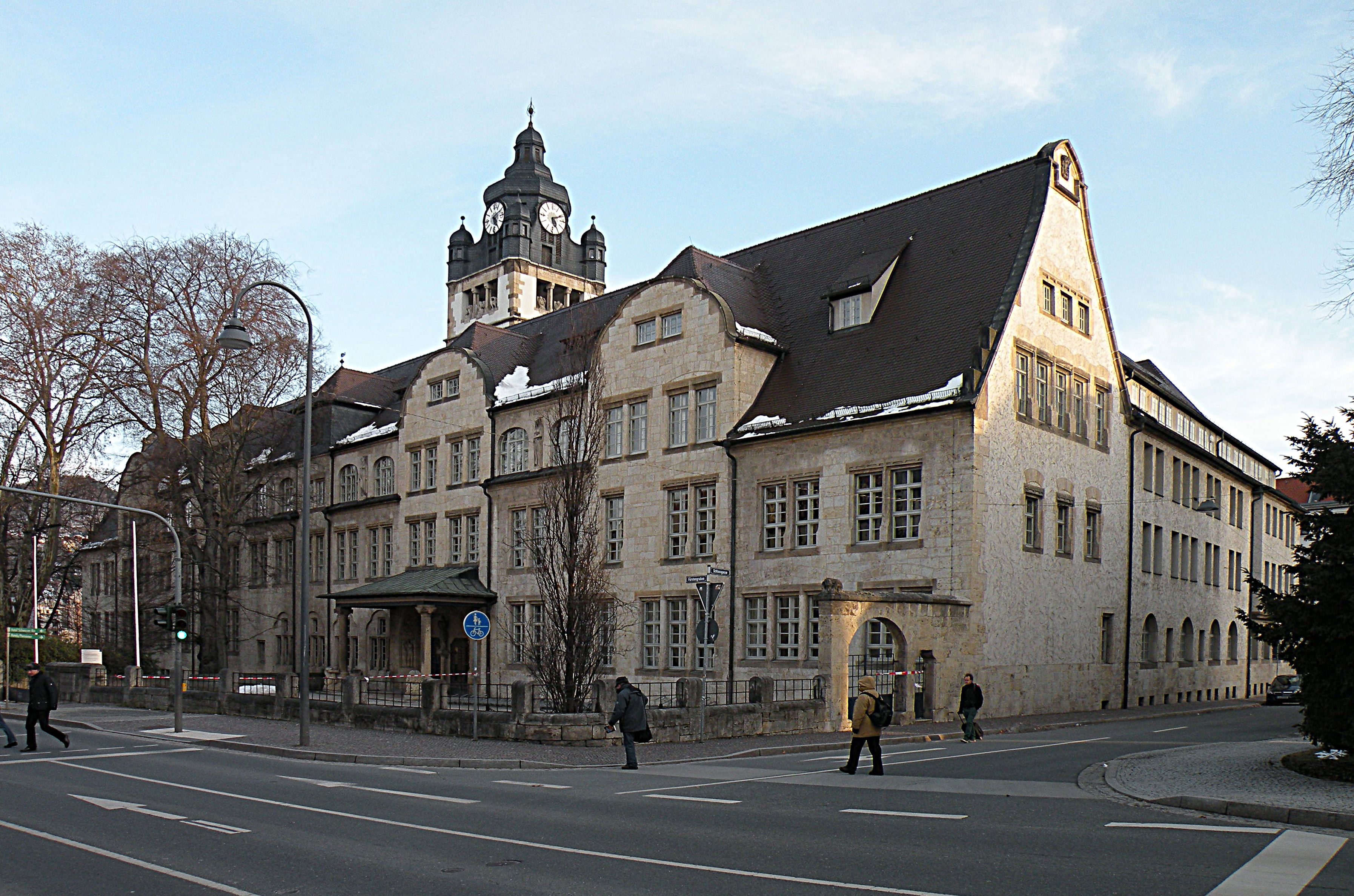
Vechea clădire a Universității.

Universitatea este organizată în următoarele zece școli:
- teologie
- jurisprudență
- economie și administrarea afacerilor
- științe umaniste
- științe sociale și comportamentale
- matematică și informatică
- fizică și astronomie
- chimie și științe naturale
- biologie și farmacie
- medicină

## Istoric

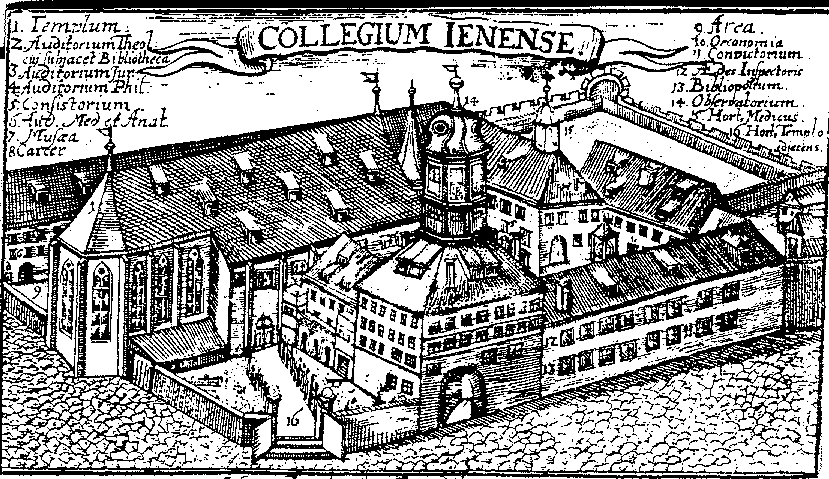
Universitatea din Jena în jurul anului 1600. Jena a fost centrul activității gnesio-luterane în timpul controverselor care au dus la Formula Concordiei.

Electorul Johann Friedrich de Saxonia a fost prima persoană care a avut ideea de a înființa o universitate la Jena pe Saale în 1547, în timp ce era ținut prizonier de împăratul Carol al V-lea. Planul a fost pus în aplicare de către cei trei fii ai lui și, după ce au obținut o cartă de la împăratul Ferdinand I, universitatea a fost înființată la data de 2 februarie 1558. Universitatea, patronată în comun de ducatele saxone provenite prin împărțirea ducatului lui Johann Friedrich, a fost astfel numită Universitatea Ducală Pan-Saxonă (în germană Herzoglich Sächsische Gesamtuniversität) sau Salana (după râul Saale).
Anterior secolului al XX-lea, înmatriculările la universitate au atins apogeul în secolul al XVIII-lea. Reputația universității a fost maximă sub auspiciile marelui duce Karl August (1787-1806), susținătorul lui Goethe, atunci când activau acolo ca profesori Gottlieb Fichte, G. W. F. Hegel, Friedrich Schelling, Friedrich von Schlegel și Friedrich Schiller.

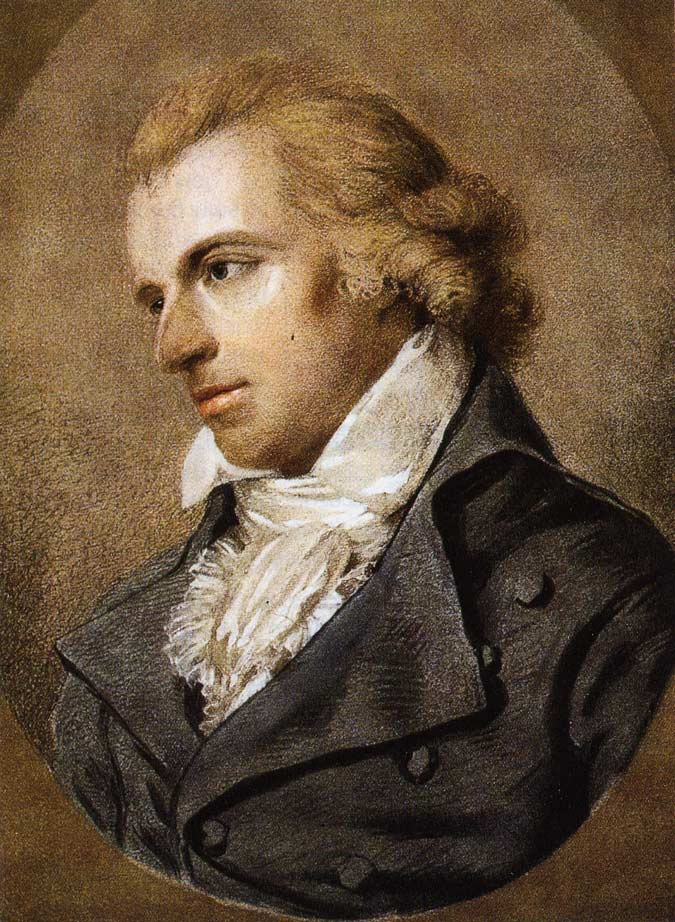
Friedrich Schiller.

Fondată ca o instituție care permitea noile opinii religioase din secolul al XVI-lea, ea a fost una dintre universitățile germane cele mai radicale din punct de vedere politic. Jena s-a remarcat față de celelalte universități germane pentru că a permis studenților să se dueleze și să facă o pasiune pentru Freiheit, care era considerată pe atunci o caracteristică necesară a vieții studențești germane. Universitatea din Jena a păstrat o cameră de detenție istorică (Karzer) în care se află celebrele caricaturi realizate de pictorul elvețian Martin Disteli.
În secolul al XIX-lea, profesorii de la departamentul de zoologie au predat studenților teoria evoluționistă, iar Carl Gegenbaur, Ernst Haeckel și alții au publicat teorii detaliate în legătură cu Originea speciilor (1858) a lui Darwin. Faima ulterioară a lui Ernst Haeckel a eclipsat-o pe cea a lui Darwin în unele țări europene, iar termenul de „haeckelism” a fost folosit mult mai frecventă decât cel de darwinism. 

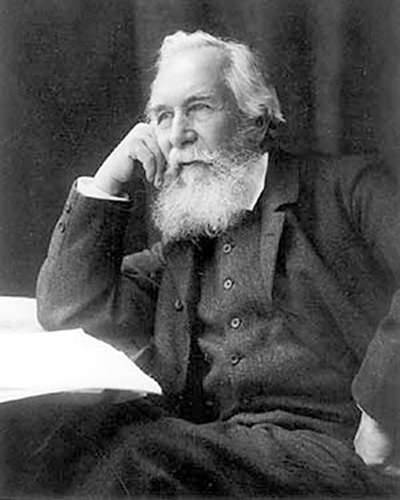
Ernst Haeckel.

În 1905 Universitatea din Jena avea 1.100 de studenți înmatriculați și 112 cadre didactice (inclusiv Privatdozenten). Ea avea o bibliotecă cu 200.000 de volume, un observator astronomic, un institut meteorologic, o grădină botanică, seminarii de teologie, filologie și științe ale educației, precum și institute clinice, anatomice și fizice bine dotate.
După desființarea ducatelor saxone în 1918 și unirea lor cu mai multe principate în landul Turingia în 1920, universitatea a fost redenumit ca Universitatea de Stat a Turingiei (Thüringische Landesuniversität) în 1921. În 1934 universitatea a fost redenumită din nou, primind numele actual de Universitatea Friedrich Schiller. În cursul secolului al XX-lea, cooperarea între compania Zeiss și universitate a adus prosperitate și a atras atenția asupra universității din Jena, determinând o creștere substanțială a înscrierilor și finanțării.

### Perioada nazistă
În perioada celui de-al Treilea Reich, naziștii au obținut poziții de conducere în cadrul universității. Cercetătorul rasial și SS-Hauptscharführer Karl Astel a fost numit profesor în 1933, ocolind procedeele tradiționale de avansare; el a devenit mai târziu rector al universității în 1939. De asemenea, în 1933, mai mulți profesori au trebuit să părăsească universitatea ca urmare a adoptării Legii pentru restabilirea funcțiilor publice profesionale. Fraternitățile studențești - în special Burschenschaften - au fost dizolvate și încorporate în Federația Studențească Nazistă. Această organizație s-a bucurat de sprijin înainte de transferul de putere și a obținut 49,3% din voturi la alegerile pentru funcțiile de conducere studențești din ianuarie 1933, ceea ce reprezintă al doilea rezultat din întreaga țară.
Raidurile aeriene asupra orașului Jena din februarie și martie 1945 au produs pagube semnificative sau totale Bibliotecii Universității, clădirii principale a universității și mai multor clinici de pe Bachstrasse. Grădina Botanică, institutul psihologic și fiziologic și trei institute cu profil chimic au fost distruse complet. Un eveniment important în perioada regimului național-socialist a fost anchetarea medicului pediatru Yusuf Ibrahim. O comisie a Senatului Universității a constatat participarea medicului la „eutanasierea” copiilor cu handicap fizic sau mental.

### Prezent
În secolul al XX-lea universitatea a fost promovată prin cooperarea cu compania Carl Zeiss și a devenit cunoscută, astfel, ca o universitate de masă. În 1905 universitatea avea 1.100 de studenți și 112 cadre didactice universitare, pentru ca ulterior aceste cifre să crească de aproape douăzeci de ori. Universitatea de Stat a Turingiei este singura universitate existentă în acest land.
Începând din 1995 se află într-o asociere universitară cu Universitatea Martin Luther din Halle-Wittenberg și cu Universitatea din Leipzig. 
Începând din octombrie 2014, farmacologul Walter Rosenthal este președintele Universității; cancelarul universității este din 2007 matematicianul Klaus Bartholmé.

## Absolvenți și profesori notabili
- Eva Ahnert-Rohlfs (care a obținut aici un doctorat în astronomie în 1951)
- Johann Bachstrom, scriitor, om de știință, medic și teolog luteran
- Ernst Gottfried Baldinger, distins medic german
- Hans Berger
- Alfred Brehm
- Rudolf Carnap
- Heinrich Cotta, pionier al științei silvicole
- Georg Friedrich Creuzer
- Claus Dierksmeier, filosof german
- Carl H. Dorner
- Johann Gottlieb Fichte
- Gottlob Frege
- Roland Freisler
- Johann Matthias Gesner
- Nelson Glueck
- Peter Griess
- Friedrich von Hagedorn
- Arvid Harnack
- Gerhart Hauptmann, scriitor laureat cu Premiul Nobel
- Georg Wilhelm Friedrich Hegel
- Cuno Hoffmeister
- George Kessler
- Georg Klaus
- Karl Korsch (absolvent summa cum laude superato al școlii juridice din cadrul Universității din Jena, 1911)
- Ján Kollár, poet panslavist
- István Kováts
- Karl Christian Friedrich Krause
- Herbert Kroemer, medic laureat cu Premiul Nobel
- August Leskien
- Robert Ley
- Francis Lieber, emigrant în SUA, autor al Lieber Code
- Lucas Maius
- Karl Marx (doctor in absentia, 1841)
- Ernest Nash
- Ernst Ottwalt
- Axel Oxenstierna
- Henri Pittier
- Samuel von Pufendorf
- Solomon Marcus Schiller-Szinessy, filozof și matemetician care a urmat aici studii de doctorat
- Friedrich Wilhelm Joseph Schelling
- Friedrich Schiller
- Arthur Schopenhauer (doctor în filosofie in absentia, 1813)
- Otto Schott, inventator al sticlei borosilicate
- Hugo Schuchardt, lingvist
- David Spence (chimist), pionier al chimiei cauciucurilor
- Johann Gustav Stickel, orientalist
- Michael Stifel
- Kurt Tucholsky
- Christa Wolf
- Christian Wolff
- Carl Zeiss

## Muzee și colecții ale Universității
Printre colecțiile care sunt accesibile publicului se află Muzeul Filetic, o instituție unică în Europa care prezintă istoria evoluției, Muzeul Memorial Ernst Haeckel, Colecția Mineralogică care datează din timpul lui Goethe și a doua grădină botanică ca vechime din Europa Centrală. Pavilionul Schiller și Memorialul Goethe din Grădina Botanică au rolul de a reaminti publicului de cele două personalități proeminente care au trăit la Jena. Ambele clădiri sunt, de asemenea, deschise pentru public.
Colecții orientale / Colecția de papirusuri
- Colecția Alphons Stübel de fotografii vechi din Orient (1857-1890)
- Colecția Hilprecht
- Orientalisches Münzkabinett (OMJ)
- Colecția de papirusuri

Colecții arheologice
- Colecția de Artă Veche
- Colecția de mulaje de ghips ale sculpturilor antice
- Colecția de fotografii și diapozitive a Institutului de Arheologie Clasică
- Colecția de Preistorie și Istorie Veche
- Colecția Bilzingsleben
- Colecția de istorie a artei

Științele naturii și istorie naturală
- Muzeul Ernst Haeckel
- Colecția de zigomycete (mucegaiuri, ciuperci)
- Didactica biologiei
- Ierbarul Haussknecht (JE)
- Grădina Botanică
- Muzeul Filetic

Mineralogie și geologie
- Colecția de mineralogie
- Colecția de modele de mineralogie

Istoria științelor
- Colecția de dispozitive științifice și tehnice
- Colecția astronomică

Medicină
- Colecția Meyer Steineg de istorie a medicinei din Jena
- Colecția anatomică
- Colecția de istorie a medicinei
- Memorialul Goethe